# Челио, Марио
Ма́рио Че́лио (итал. Mario Celio; 1921 — 31 мая 1944) — итальянский солдат, танкист, участник Движения Сопротивления в Италии во время Второй мировой войны. Кавалер высшей награды Италии за подвиг на поле боя — золотой медали «За воинскую доблесть» (1944, посмертно).

## Биография
Родился в 1921 году в коммуне Авеццано, Королевство Италия. В январе 1941 года призван в армию, служил 31-м танковом полку, затем с апреля 1942 года в составе 2-го батальона М13/40 133-й танковой дивизии «Литторио» участвовал в Североафриканской кампании. 7 августа 1942 года был ранен осколками мины в районе Тобрука и три дня спустя был эвакуирован на родину на госпитальное судно «Gradisca» и находился на излечении.
После свержения режима Муссолини и оккупации Италии немецкими войсками стал участником Движения Сопротивления. Занимался разведывательно-диверсионной деятельностью, был ранен в ногу при захвате немецкого грузовика с боеприпасами.
Одной из операций было освобождение политических заключённых в Л'Акуиле, которых собирались отправить в Германию. Для выполнения этого задания в мае 1944 года Марио вступил в фашистскую организацию «La Duchessa», однако эта попытка провалилась. Марио был раскрыт, схвачен и расстрелян 31 мая 1944 года.
Посмертно награждён золотой медалью «За воинскую доблесть».

Magnifica figura di intrepido combattente attaccava da solo, in diverse occasioni, soverchianti forze nemiche, infliggendo sempre a queste gravi perdite in uomini e materiali. Gravemente ferito veniva catturato e condannato a morte. Riuscito ad evadere riprendeva la lotta, catturato una seconda volta e nuovamente evaso, ritornava a combattere. Nel corso di un’audace impresa da lui organizzata per liberare alcuni partigiani dal carcere in cui erano detenuti, scoperto e circondato dalle guardie armate, apriva contro queste il fuoco abbattendone due e ferendone altre, finché dopo strenua lotta, esaurite le munizioni, veniva per la terza volta catturato. Sottoposto a torture e sevizie teneva contegno fiero e superbo; condannato a morte affrontava il plotone di esecuzione con il coraggio degli stoici e la serenità dei martiri più puri.
Zona Abruzzese, settembre 1943 — 31 maggio 1944.
— Из представления к награде

## Награды и звания
- Золотая медаль «За воинскую доблесть» (1944, посмертно)

## Память
В его честь в Авеццано названа одна из улиц.